# Понте ала Чилијеђа (Лука)
Понте ала Чилијеђа је насеље у Италији у округу Лука, региону Тоскана.
Према процени из 2011. у насељу је живело 94 становника. Насеље се налази на надморској висини од 25 м.